# Свети Герасим Вологодски
Герасим Вологодски († 1178) - био је монах Руске православне цркве, оснивач манастира Вологда у част Свете Тројице на Кајсарова потоку из чега се развио град, па се сматра оснивачем и града Вологда. Руска православна црква га слави као светитеља.

## Биографија
Главни извор информација о биографији Светог Герасима имамо из књиге „Приче о чудима Герасима Вологодског“, коју је написао извесни Тома из 1666. са благословом архиепископа Вологодским и Великопермским Маркелом. Према његовој причи, Герасим је рођен у Кијеву, а затим је био искушеник у манастиру, који се тада звао „Глушенски“. Међутим, према неким историчарима, постоји грешка у документу, па се оспорава постојање таквог манастира у XVII веку, али и у каснијој историји у околини Кијева. Герасим је са 30 година, рукоположен за презвитера. Легенда говори да је светитељ дошао из Кијева до реке Вологда 1147. године и основао мушки манастир у част Свете Тројице, око ког се убрзо развило град Вологда.